# Michael Földi
Michael Földi (* 10. Januar 1920 in Budapest; † 20. Oktober 2018 in Freiburg im Breisgau) war ein ungarischer Arzt, der in der Lymphologie bedeutende Erkenntnisse sammelte und für die ärztliche und physiotherapeutische Praxis aufbereitete. In einem Artikel zu seinem Gedenken wird er als „Vater der Lymphologie“ bezeichnet. Er wurde von der Lymph-Liga in Österreich bewertet als einer der „bedeutendsten, vor allem einer der anerkanntesten Wissenschaftler der Lymphologie der Welt“ und „Doyen der Lymphologie“.
Nach ihm und seiner Frau Etelka Földi benannt sind die von beiden gemeinsam gegründete Földiklinik in Hinterzarten sowie die Földi-Schule in Freiburg.

## Ausbildung und beruflicher Werdegang
Földi besuchte das Gymnasium des Piaristenordens in Budapest und studierte Medizin in Szeged. Er war von 1945 bis 1961 Arzt und Oberarzt an der Inneren Klinik der Medizinischen Universitätsklinik Budapest der Universität Budapest. Von 1961 bis 1969 war er in leitender Position an der Abteilung für Medizin der Universität Szeged tätig. 1969 blieb Földi nach einem Kongressbesuch in der Bundesrepublik Deutschland. Von 1969 bis 1978 arbeitete er mit Etelka, seiner späteren Frau, in der Forschungsabteilung der pharmazeutischen Firma Schaper & Bruemmer in Salzgitter. Dort ging es vor allem um die medikamentöse Behandlung von lymphbezogenen Krankheiten. Die Heirat erfolgte 1976. 1978 gründeten sie gemeinsam die heutige Földiklinik. 
Földi war Professor an der Albert-Ludwigs-Universität in Freiburg im Breisgau.
Von 1979 bis 1986 war Földi Lehrbeauftragter an der Universität Tübingen. Seit 1986 war Földi außerplanmäßiger Professor in Freiburg.
Földi veröffentlichte über 400 wissenschaftliche Artikel. Das Lehrbuch Physiologie und Pathologie des Lymphkreislaufes, das er zusammen mit István Rusznyák und György Szabó verfasste, erschien 1957 und wurde aus dem Ungarischen in mehrere Sprachen übersetzt. Es wurde von Moriya Okhuma als „Bibel der Lymphologie“ bezeichnet.

## Klinik und Schule
Die Földiklinik wurde 1978 in Feldberg-Altglashütten eröffnet. Sie zog 1986 nach Hinterzarten um und wird unter anderen von Etelka Földi geleitet. Ursprünglich an die Klinik angegliedert war die Földischule zur Fortbildung von Ärzten und Physiotherapeuten, die inzwischen ihren Sitz in Freiburg hat, sowie ein Lehrinstitut in München.
Die Földiklinik behandelt Patienten mit Erkrankungen des Lymphgefäßsystems. Die Földiklinik nutzt unter anderen das Gebäude des ehemaligen Hotels Weißes Rössle.

## Ehrungen
Földi erhielt 1999 die Mascagni-Medaille der Gesellschaft Deutschsprachiger Lymphologen (GDL). In der Laudatio sind etliche andere Ehrungen verzeichnet.
Földi war Professor ehrenhalber an der Salvador-Universität in Buenos Aires.

## Veröffentlichungen
- als Mihály Földi mit István Rusznyák und György Szabó: Physiologie und Pathologie des Lymphkreislaufes. Akadémiai Kiadó, Verlag der Ungarischen Akademie der Wissenschaften, Budapest 1957.
- mit Norbert Klüken, Michael Collard: Praxis der Lymphgefäß- und Venenerkrankungen, Gustav Fischer Verlag, Stuttgart 1974, ISBN 3-437-10334-2.
- Lehrbuch Lymphologie für Ärzte, Physiotherapeuten und Masseure/med. Bademeister, herausgegeben von Földi, Ethel Földi und Stefan  Kubik. 7. Auflage, Elsevier, München 2010 (1. Auflage 1989)
- mit Ethel  Földi: Das Lymphödem und verwandte Krankheiten. Vorbeugung und Behandlung. Urban und Fischer, München, Jena 2000. ISBN 3-437-45582-6.
- mit Roman Strößenreuther: Grundlagen der manuellen Lymphdrainage. Urban und Fischer,  München, Jena 2000, ISBN 3-437-45361-0.